# مقاطعة بووانغ
مقاطعة بووانغ هي إحدى مقاطعات منطقة آنهوي في الصين.